# 阿尔藏
阿尔藏（法語：Alzen，法語發音：[alzɛ̃]）是法国阿列日省的一个市镇，属于富瓦区。

## 地理
阿尔藏（42°59'22"N, 1°28'21"E）面积17.87 平方千米，位于法国奧克西塔尼大區阿列日省，该省份为法国西南部内陆省份，西部和北部与上加龙省接壤，东临奥德省，东南至东比利牛斯省接壤，南与安道尔和西班牙接壤。
与阿尔藏接壤的市镇（或旧市镇、城区）包括：塞鲁堡、勒博斯克、比雷、卡达尔塞、拉尔邦、蒙塔加涅、蒙泰尔、内斯屈、阿尔热河畔塞尔。

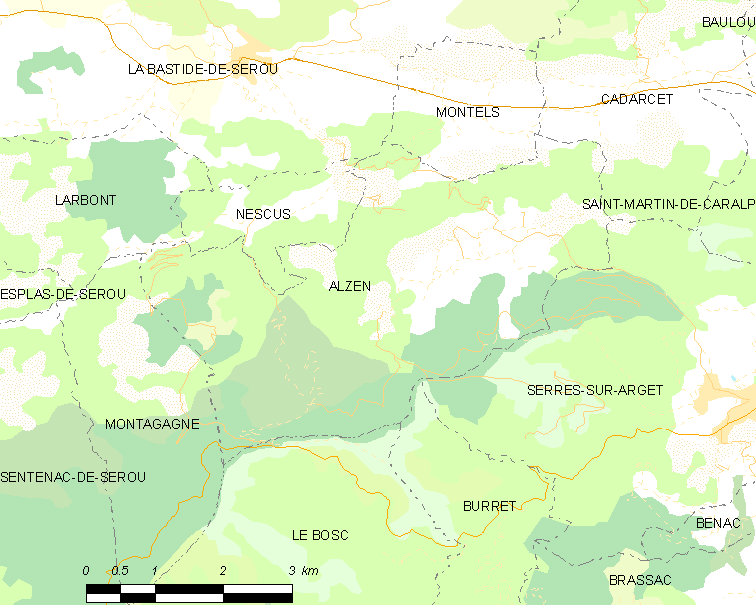
阿尔藏的OSM定位图

阿尔藏的时区为UTC+01:00、UTC+02:00（夏令时）。

## 行政
阿尔藏的邮政编码为09240，INSEE市镇编码为09009。

## 政治
阿尔藏所属的省级选区为库斯朗东县。

## 人口

1962-2008年间阿尔藏人口变化图示

阿尔藏于2022年1月1日时的人口数量为265人。